# Teoría del carácter (psicología)
En psicología, la teoría del carácter (también llamada teoría disposicional) es un enfoque para el estudio de la personalidad humana. Los teóricos del carácter están interesados principalmente en la medición de estos rasgos, que pueden definirse como patrones habituales de comportamiento, pensamiento y emoción. De acuerdo con esta perspectiva, el carácter es un conjunto de aspectos de la personalidad que son relativamente estables en el tiempo, difieren entre individuos (por ejemplo, algunas personas son extrovertidas mientras que otras no), son relativamente consistentes en situaciones e influyen en el comportamiento. El carácter contrasta con los estados mentales, que son disposiciones más transitorias.
El estudio del carácter se conoce como caracterología. Esta temática tuvo su auge a inicios del siglo XX. Sin embargo, posteriormente, las investigaciones experimentales en relación con esta temática decayeron y hoy en día se profundiza más sobre el concepto de personalidad. En la actualidad, el estudio del carácter es particularmente analizado y explorado en el sector privado, casi exclusivamente a nivel empírico y en muchos casos sobre la base del modelo desarrollado por René Le Senne.
Hay dos enfoques para definir el carácter: como propiedades causales internas o como síntesis puramente descriptivas. La definición causal interna establece que el carácter influye en nuestros comportamientos, lo que nos lleva a hacer cosas de acuerdo con ese carácter. Por otro lado, los rasgos como resúmenes descriptivos son descripciones de nuestras acciones que no intentan inferir causalidad.

## Psicopatología común
Comúnmente, el carácter se divide en fuerte y débil.Son personas con gran fortaleza para encarar la adversidad, son firmes en sus propósitos y tienen claros sus límites, pero a su vez, eso sí, demuestran una gran sensibilidad. Por el contrario, la persona considerada con un carácter débil es fácilmente dominada por el carácter de los demás.
Normalmente, la calificación carácter débil y/o fuerte se asocia con la distinción entre un buen carácter y/o mal carácter. Esta distinción refleja más el modo de expresión del individuo particularmente en sus relaciones con los demás. Podría decirse que un carácter fuerte se acompaña de un mal carácter, pero todas las formas de excepción son posibles.

## Cultura del carácter
Cita: J'aime mieux forger mon âme que la meubler. Michel de Montaigne
Traducción de la cita: Prefiero forjar mi alma que adornarla. Michel de Montaigne

El carácter es sensible a la realización potencial que confieren las características de hombres y culturas enteras. Estas culturas son presentadas para promover la cultura del carácter y la fuerza de voluntad de los obstáculos internos más externos. Incluimos a Pierre de Coubertin: "La necesidad indispensable de la Cultura Física y el carácter de la cultura no excluye la formación de la inteligencia y la sensibilidad. Se trata de un conjunto armónico. "
Un gran número de libros se publicaron en el siglo XX. Esto libros trataron el asesoramiento y otros métodos para desarrollar el carácter, como por ejemplo, la fuerza de voluntad.
El abuso de esta opción educativa puede conducir a actitudes e ideologías que no respetan al individuo. El desarrollo del niño puede ser perturbado por la presión temprana y excesiva de un educador. Por ejemplo, Adolf Hitler deseaba adoctrinar a la juventud alemana, mientras se justificaba con la cultura de carácter y la voluntad de poder.
En Francia, la tercera República incorporó la cultura de carácter con su principio de laicidad. Gabriel Compayré, colaborador de Jules Ferry, propuso este principio educativo para reemplazar algunos de los papeles de la práctica religiosa. En una era decididamente militarista, esta perspectiva razonable se ha traducido como en la introducción de formas de disciplina. Además, también había sido directamente inspirada en el entrenamiento militar y el desarrollo de personalidades, siendo difícil de alcanzar.
Las actividades deportivas son un marco para el cultivo del carácter. El acceso a los incentivos de rendimiento para desarrollar también los recursos mentales. Como es el caso de algunas artes marciales, las cuales ponen aún más énfasis en este desarrollo, ya que lo consideran más un fin que un medio.

## El carácter y los trastornos del carácter en psicopatología
En psicopatología, la caracterología se remonta históricamente a la época de las grandes corrientes de la psiquiatría, siendo así el joker para los morfologistas. Ernst Kretschmer es conocido como el hombre con las ideas más famosas y representativas. El psiquiatra alemán definió el carácter pícnico, el carácter leptosómico y el carácter atlético. Cada uno de ellos difiere en su características. Por ejemplo, el carácter leptosómico tiende a ser esquizoide. Más tarde, Kretschmer amplió esa misma observación al círculo familiar del paciente y después, a las personas "normales". A quienes se encontraban dentro del círculo familiar de los enfermos maníaco-depresivos, en las fronteras de lo psicopático los denominó cicloides, y a los del paciente con esquizofrenia, esquizoides. A los temperamentos "normales" de uno y otro grupos los denominó ciclotímicos y esquizotímicos, respectivamente. Por otra parte, el tipo corporal atlético lo relacionó con el temperamento energético.